# Виленкин, Александр Владимирович
Алекса́ндр Виле́нкин (англ. Alexander Vilenkin; род. 13 мая 1949, Харьков) — американский физик и космолог. Специалист в области теории космических струн и квантовой гравитации, популяризатор науки.

## Биография
Отец — Владимир Львович Виленкин (1916—2001), доцент геолого-географического факультета Харьковского университета, автор научных и научно-популярных книг «По Центральному Кавказу и Западному Закавказью; путевые заметки и наблюдения» (1955), «Кордильеры» (1958), «Странствователь по суше и морям» (1969), «Вклад географов Харьковского университета в географию» (1976), учебных пособий по географии УССР.
Окончил физический факультет Харьковского университета в 1971 году. Выполнял научную работу под руководством Э. А. Канера.
Ещё будучи студентом Харьковского университета по специальности «физик-теоретик», он опубликовал несколько работ по теоретической физике в солидных научных журналах. Профессура профилирующих кафедр хорошо знала об исключительной одаренности этого студента, понимала его незаурядный научный потенциал. Однако при распределении молодых специалистов (после окончания учебы) ему не предложили продолжить образование в аспирантуре, хотя многие его однокурсники такое предложение получили. Вместо этого ему дали заведомо несостоятельное (фальшивое) направление в аспирантуру одного из киевских академических институтов, где ему отказали по причине отсутствия вакансий.
В результате Саша стал безработным, все его попытки найти работу оказались безуспешными. В Сашиной семье возникло положение, близкое к критическому: молодая семья, грудной ребёнок и никаких средств к существованию. И Саша принимает тогда неординарное решение: он поступает на работу ночным сторожем в харьковский зоопарк, где охраняет клетки со львами. Саша приносит в зоопарк пишущую машинку и пакеты белой бумаги. Каждую ночь, во время дежурства, он пишет статьи по теоретической физике. С этими работами он выступает с докладами на неофициальном, но весьма авторитетном за рубежом семинаре, организованном видными физиками-теоретиками Москвы, так называемыми «отказниками». Эти люди боролись за получение права выезда из страны, но Комитет Государственной Безопасности (КГБ) их не выпускал. Сашины доклады получали на семинаре самую высокую оценку. Затем эти работы нелегально переправлялись за границу и их принимали к публикации самые авторитетные научные журналы Европы и Америки.
Возникала пикантная ситуация: в каждой статье необходимо было указать место работы и в Сашиных статьях указывался адрес «Харьков-ZOO». (ZOO означает ЗООПАРК). Всем Харьковским ученым, принимавшим участие в зарубежных конференциях и симпозиумах, их иностранные коллеги неизменно задавали один и тот же вопрос: «Что это за высочайшего уровня научный центр по теоретической физике возник недавно в вашем городе? И почему этот центр имеет такое странное название? И почему о нем никому и ничего не известно!» Задававшие эти вопросы иностранные учёные даже и представить себе не могли, что весь этот научный центр состоит только из ночного сторожа и девяти прочных железных клеток с грозно рычащими в них львами. Конечно же харьковские учёные хорошо знали имя этого талантливого молодого учёного, который к этому времени уже получил мировую известность и признание. Однако Саша продолжал оставаться за бортом официальной советской науки. В поисках необходимых дополнительных средств к существованию Саше «повезло» найти ещё одну работу — он устраивается приёмщиком в киоске утильсырья и принимает там от местных алкоголиков бутылки из-под водки, которые те собирают в примыкающей к киоску зелёной зоне.
В 1976 году Александр Виленкин эмигрировал в США. С 1978 года профессор и директор института космологии в университете Тафтса в Медфорде (США, штат Массачусетс).

## Семья
- Жена — биолог Инна Симон, дочь химика и фармаколога, профессора Украинского института экспериментальной эндокринологии (УИЭЭ) И. Б. Симона.[6]
  - Дочь — музыкант и литератор Алина Симон (род. 1974).[7][8]

## Публикации
- Publications of Alexander Vilenkin (недоступная ссылка) @ SPIRES
  - Interview with Tufts cosmologist Alex Vilenkin on his new book, «Many Worlds in One: The Search for Other Universes» on the podcast and public radio interview program ThoughtCast.
  - Inflationary spacetimes are not past-complete